# 리처드 매케이브
리처드 매케이브(영어: Richard McCabe, 1960년 1월 1일 ~ )는 스코틀랜드의 배우이다.
글래스고에서 태어났다.

## 출연 작품
- 1917 (2019년)
- 랑군 (2017년)
- 굿바이 크리스토퍼 로빈 (2017년)
- 죽어도 마인드혼 (2016년) - 제프리 몽크리프 역
- 더 스캔들러스 레이디 더블유 (2015년)
- 아이 인 더 스카이 (2015년)
- 신데렐라 (2015년)
- 레거시 (2013년) - 제리 역
- 아인슈타인 앤 에딩턴 (2008년)
- 공작부인: 세기의 스캔들 (2008년) - 시니어 제임스 헤르 역
- 야경 (2007년)
- 제인 에어 (2006년)
- 투 디 엔즈 오브 더 어스 (2005년)
- 콘스탄트 가드너 (2005년) - 아서 햄 해몬드 역
- 텔시 루퍼 가방 2부 (2004년)
- 베니티 페어 (2004년)
- 마스터 앤드 커맨더: 위대한 정복자 (2003년) - 미스터 히긴스 역
- 노팅 힐 (1999년) - 토니 역
- 킬러 넷 (1998년)
- 설득 (1995년)
- 더 빌 (1984년)

### 텔레비전
- 워리어스 (2007)
- 월랜더 (2008-15) - 니버그 역
- 런던 대화재 (2014)